# Matidia spatulata
Matidia spatulata là một loài nhện trong họ Clubionidae.
Loài này thuộc chi Matidia. Matidia spatulata được miêu tả năm 2006 bởi Jun Chen & Huang.